# Alexandra von Wolff-Stomersee
Alexandra von Wolff-Stomersee, connue sous le nom d'Alexandra Tomasi di Lampedusa, née le 27 novembre 1894 à Nice et morte le 22 juin 1982 à Palerme, est une psychanalyste italienne, épouse de l'écrivain Giuseppe Tomasi di Lampedusa.

## Biographie

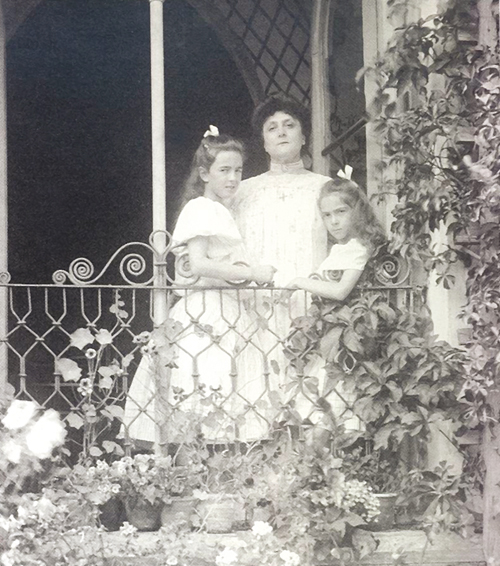
Alice Barbi avec ses deux filles au château de Stomersee vers 1900.

Alexandra est la fille du baron germano-balte Boris von Wolff-Stomersee (1850-1917), originaire de Lettonie, et de la violoniste et cantatrice italienne Alice Barbi, amie de Brahms. Alexandra a une sœur cadette, Olga (1896-1984), qui épouse le diplomate italien Augusto Biancheri Chiappori (1879-1939). Elle passe sa jeunesse à Saint-Pétersbourg, où son père est maître de la cour du tsar Nicolas II de Russie. Lors de la révolution de 1917, elle s'installe à Riga, puis à Berlin, où elle fait une analyse avec Felix Boehm et complète sa formation à l'Institut psychanalytique de Berlin. Elle fait une supervision avec Max Eitingon. Elle oriente ses recherches sur les névroses, notamment infantiles, et sur la dépression. Elle fait la connaissance de Freud, en 1927, lors d'un séjour à Vienne. Elle quitte Berlin pour Vienne, puis rejoint sa mère, Alice Barbi, à Londres. Celle-ci, devenue veuve, a épousé, en 1920, en secondes noces, Pietro Tomasi della Torretta, nommé ambassadeur d'Italie au Royaume-Uni en 1922. C'est à Londres, en 1925, qu'Alexandra rencontre pour la première fois le neveu de son beau-père, Giuseppe Tomasi di Lampedusa. Tous deux se marient en 1932 à Riga selon le rite orthodoxe. Il s'agit d'un second mariage pour Alexandra, qui avait épousé en 1918 le baron Andrei Pilar von Pilchau.
Les Tomasi di Lampedusa s'installent à Palerme, où Alexandra, dite « Licy », étudie la psychanalyse notamment avec Francesco Corrao et a une activité de psychanalyste. Elle fait la connaissance d'Edoardo Weiss, qui l'introduit à la Société psychanalytique italienne, dont elle devient membre en 1936. Elle retourne quelques années en Lettonie, mais fuit lors de l'invasion soviétique de 1940. Elle s'installe en Italie et exerce comme psychanalyste à Rome ainsi qu'à Palerme, où réside son mari. Elle contribue à introduire la psychanalyse en Sicile. Elle devient formatrice à la Société psychanalytique italienne et participe à la préparation du congrès national de la société qui se tient à Rome, en 1950. Rédactrice de la Rivista di Psicoanalisi et présidente de la société (1955-1959), elle s'installe définitivement à Rome en 1957. Elle s'emploie à faire connaître l’œuvre de son mari, qui jouit d'une reconnaissance littéraire importante après la publication posthume du roman Le Guépard. Elle meurt d'une pneumonie aiguë en 1982.

## Postérité
Dans le film Le Manuscrit du prince de Roberto Andò (2000), son rôle est interprété par Jeanne Moreau.

## Publications
- Sviluppi della diagnostica e tecnica psicoanalitica, Psicoanalisi, 2, 1946.
- L'aggressività nelle perversioni, congrès de la Société psychanalytique italienne (SPI), Rome, 1950.
- Le componenti preedipiche dell'isteria d'angoscia, Rivista di Psicoanalisi, 2, 1956, p. 101-106.
- Necrofilia e istinto di morte: Osservazioni su un caso clinico, Rivista di Psicoanalisi, 3, 1956, p. 173-186.
- La spersonalizzazione, Rivista di Psicoanalisi, 6 (1), 1960, p. 5-10.
- Il caso del licantropo, Rivista di Psicoanalisi, 2, 2008, p. 433-446.
- Il patto con il diavolo, Rivista di Psicoanalisi, 2, 2008, p. 455-474.

## Galerie

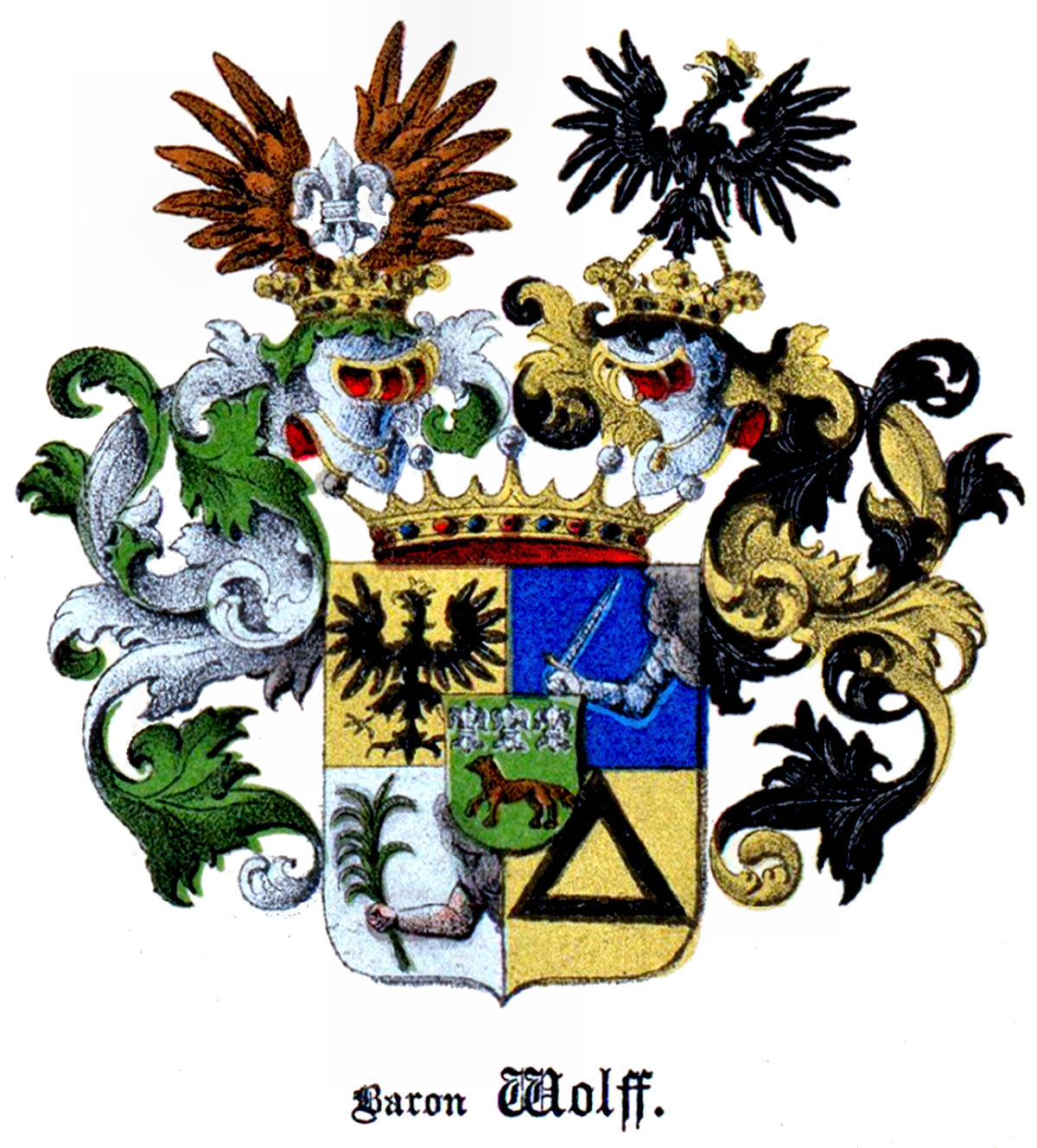
Les armes des barons von Wolff
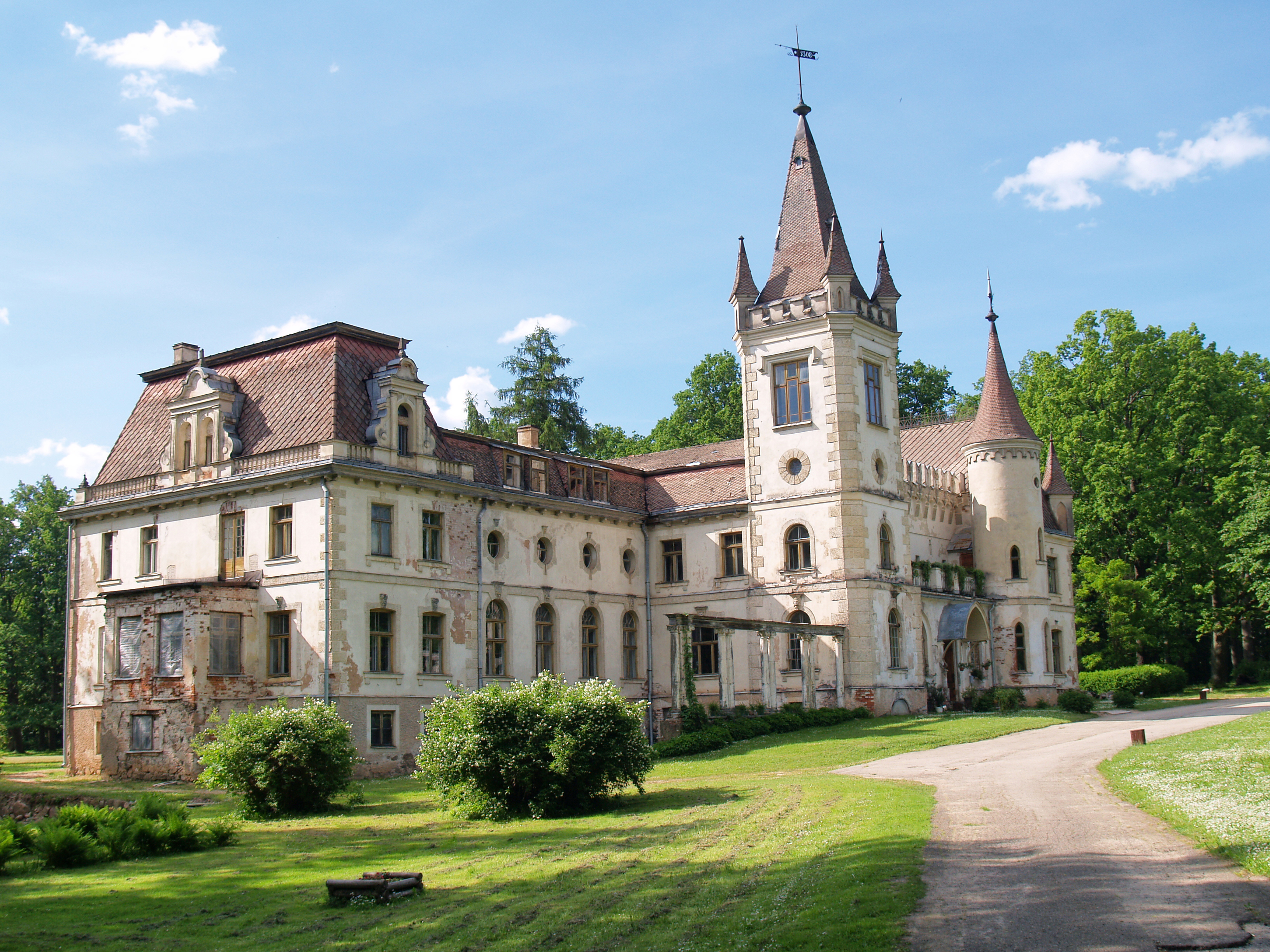
Le château familial de Stomersee
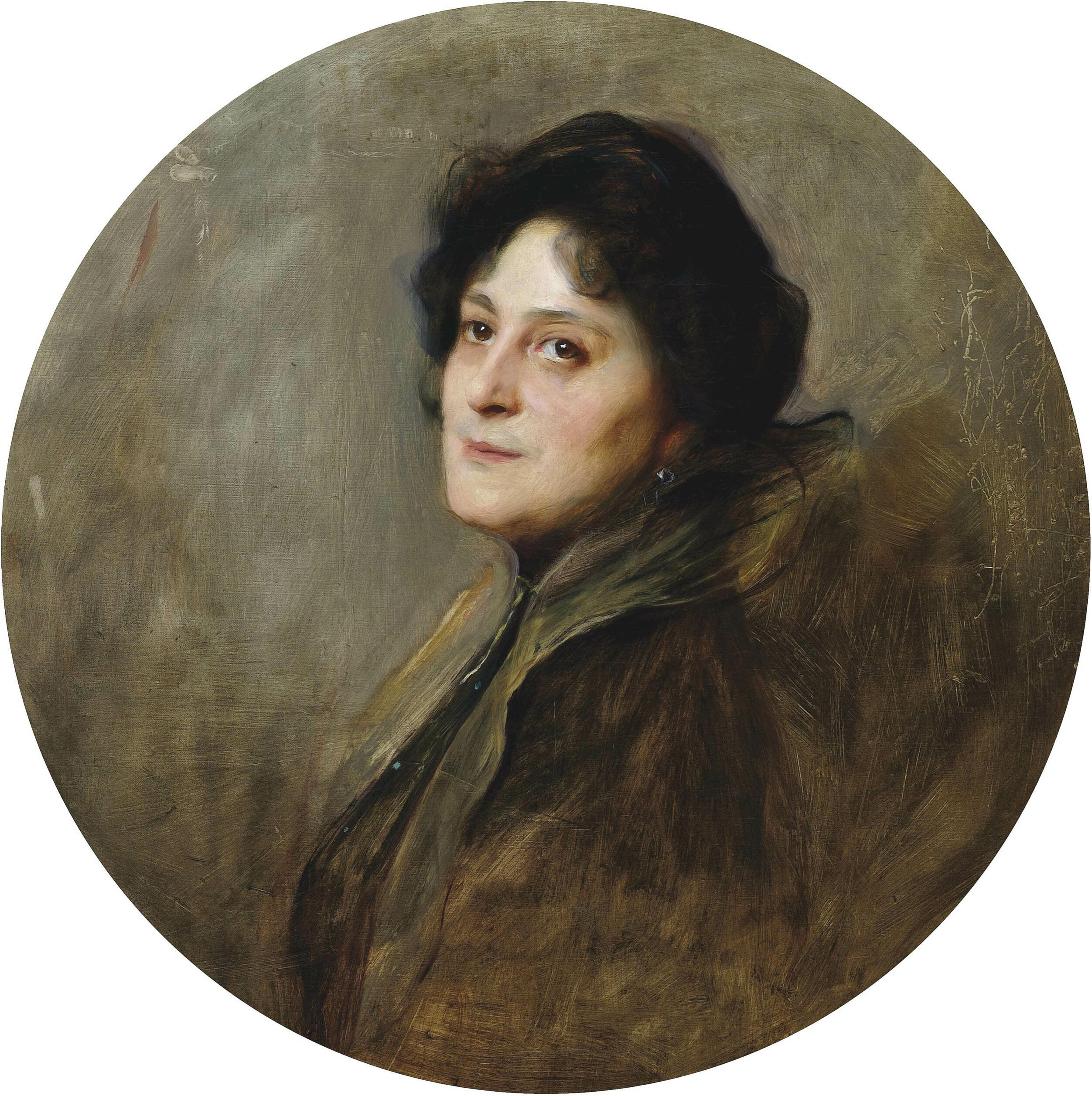
Portrait d'Alice Barbi (1862-1948) par Philip de László (1901)
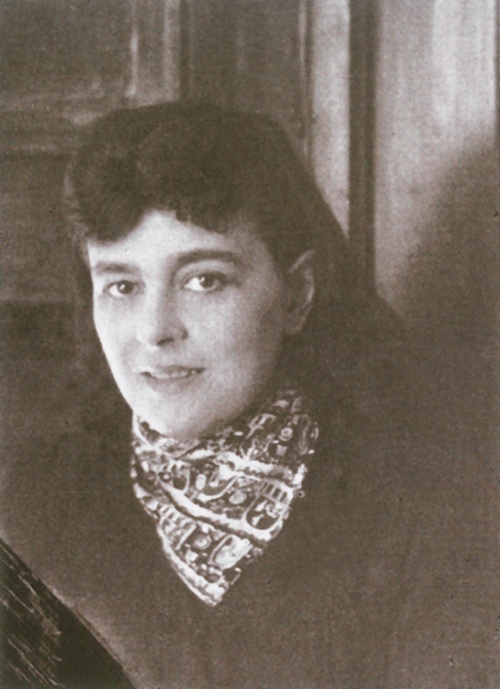
Alexandra von Wolff-Stomersee, avant 1930
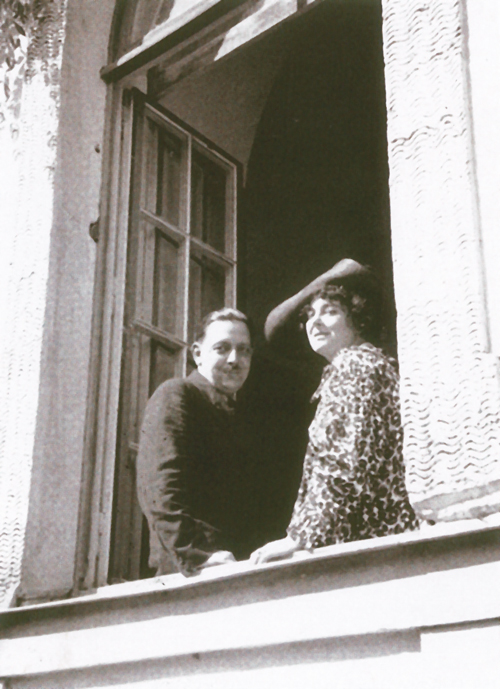
Alexandra von Wolff-Stomersee et Giuseppe Tomasi di Lampedusa en 1931 au château de Stomersee
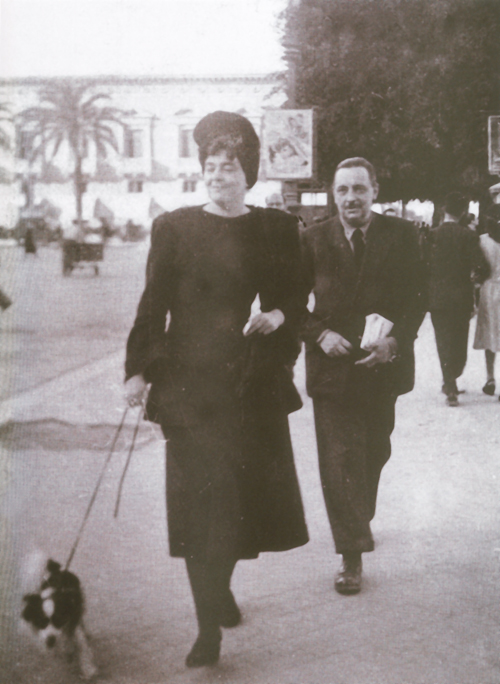
Giuseppe et Alexandra Tomasi di Lampedusa dans les rues de Palerme
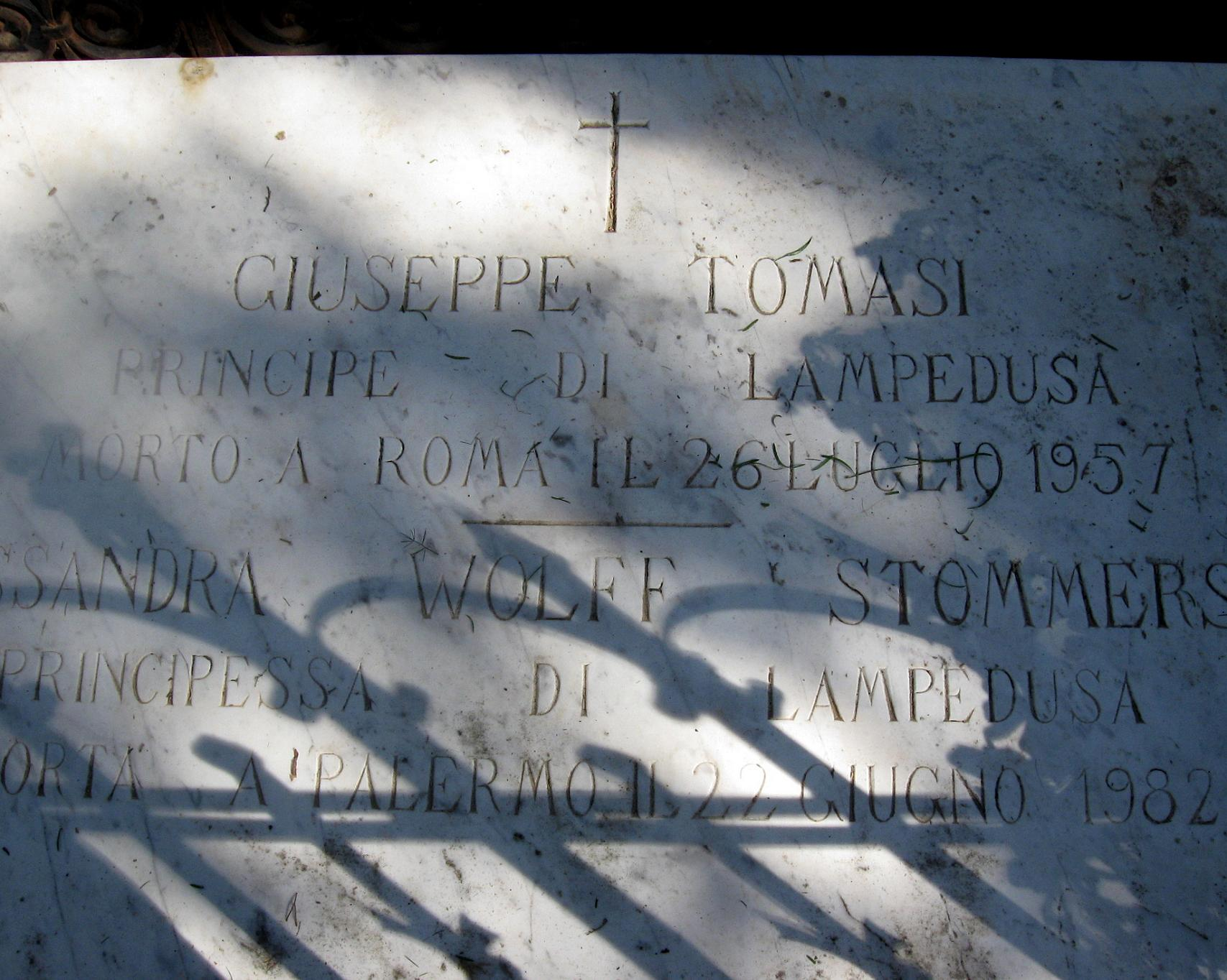
La dalle funéraire de Giuseppe et Alexandra Tomasi di Lampedusa au cimetière des Capucins de Palerme